# Hadromerida
Hadromerida é uma ordem de esponjas da classe Demospongiae.

## Famílias
- Acanthochaetetidae Fischer, 1970
- Alectonidae Rosell, 1996
- Clionaidae d'Orbigny, 1851
- Hemiasterellidae Lendenfeld, 1889
- Placospongiidae Gray, 1867
- Polymastiidae Gray, 1867
- Spirastrellidae Ridley & Dendy, 1886
- Stylocordylidae Topsent, 1892
- Suberitidae Schmidt, 1870
- Tethyidae Gray, 1848
- Timeidae Topsent, 1928
- Trachycladidae Hallmann, 1917